# Nody bělotemenný
Nody bělotemenný (Anous minutus) je malý tropický druh rybáka, patřící k tmavým druhům nodyů rodu Anous; dříve byl považován za pouhý poddruh nodyho tenkozobého.

## Popis
Nody bělotemenný je zbarvený jako ostatní druhy rodu Anous, tedy celkově tmavě hnědý se světlejším čelem. Oproti zbývajícím dvěma druhům je celkově tmavší, téměř černý (anglický název je Black Noddy), čelo je naopak téměř bílé, světlá barva se táhne až ke hřbetu. Nohy jsou hnědé (u poddruhu A. m. melanogenys žlutooranžové), zobák černý.

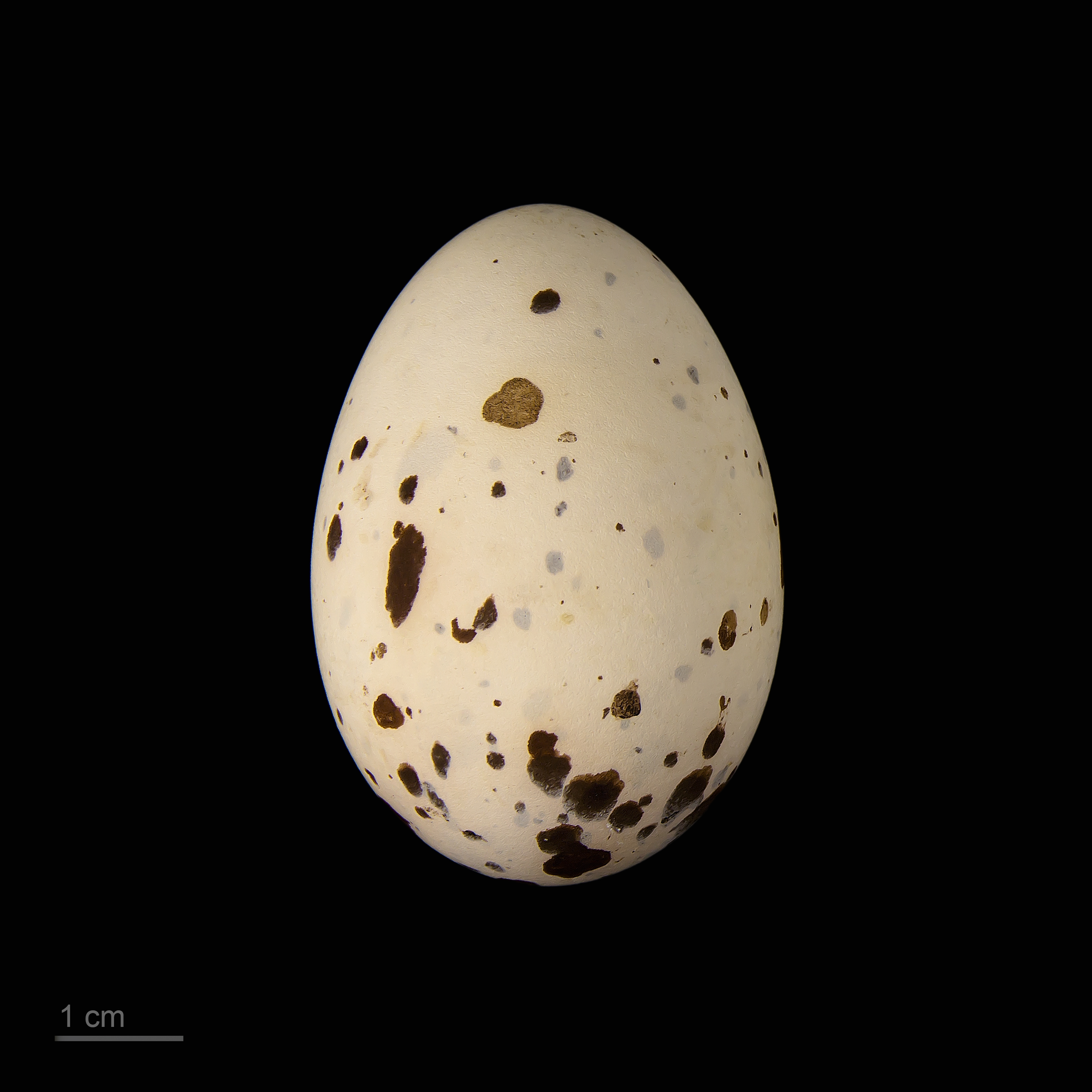
Anous minutus

## Rozšíření
Hnízdí v několika poddruzích v tropických vodách Atlantského a Tichého oceánu:
- A. m. minutus – hnízdí od Tuamotu přes Novou Guineu, Samou a Novou Kaledonii po severní Austrálii (Queensland)
- A. m. worcesteri – hnízdí na ostrovech v okolí Filipín
- A. m. marcusi – hnízdí od ostrovů Marcus a Wake přes Mikronésii po ostrov Caroline
- A. m. melanogenys – hnízdí na Havajských ostrovech
- A. m. diamesus – hnízdí na ostrově Clipperton a Kokosových ostrovech
- A. m. americanus – hnízdí na ostrovech u pobřeží Belize
- A. m. atlanticus – hnízdí v Atlantském oceánu od útesů St Pauls po ostrov svaté Heleny a Ascension; pravidelně se objevuje v koloniích nodyů obecných u pobřeží Floridy, hnízdění nebylo zatím zjištěno

V mimohnízdní době se zdržuje v teplých vodách, vyhýbá se studeným mořským proudům.